# 닉 팔라타스
닉 팔라타스(Nick Palatas, 1988년 1월 22일 ~ )는 미국의 배우, 텔레비전 배우, 성우, 영화배우이다.
베데스다에서 태어났다.

## 영화
- 스쿠비-두! 더 미스터리 비긴스 (2009년)
- 러브 (2007년)